# Pendikspor
A Pendikspor egy török sportklub, melynek székhelye Isztambul Pendik kerületében található. A klubot 1950-ben alapították és jelenleg a másodosztályban játszik.
A 2021–2022-es szezonban megnyerték a harmadosztályt, így feljutottak a másodosztályba.

## Játékosok

### Jelenlegi keret
2022. augusztus 22-i állapotnak megfelelően.
| #  |     | Poszt | Név               |
| -- | --- | ----- | ----------------- |
| 1  | TUR | K     | Emre Aydin        |
| 2  | TUR | V     | Erdem Özgenç      |
| 3  | TUR | V     | Murat Akca        |
| 5  | TUR | V     | Hasan Hatipoglu   |
| 6  | TUR | KP    | Enes Keskin       |
| 7  | SUR | KP    | Leandro Kappel    |
| 8  | TUR | KP    | Muhammed Akarslan |
| 9  | TUR | CS    | Görkem Bitin      |
| 10 | MAR | KP    | Adrien Regattin   |
| 11 | TUR | KP    | Ali Han Tuncer    |
| 13 | TUR | K     | Murat Aksit       |
| 20 | TUR | V     | Berkay Sülüngöz   |

| #  |     | Poszt | Név                |
| -- | --- | ----- | ------------------ |
| 23 | SEN | KP    | Khaly Iyane Thiam  |
| 27 | HUN | CS    | Ugrai Roland       |
| 31 | HUN | CS    | Nikolics Nemanja   |
| 35 | TUR | K     | Burak Öğür         |
| 46 | TUR | V     | Erhan Kara         |
| 77 | TUR | V     | Ruhan Arda Aksoy   |
| 87 | TUR | V     | Ferhat Öztorun     |
| 99 | TUR | CS    | Umut Kececi        |
|    | TUR | KP    | Samet Asatekin     |
|    | TUR | CS    | Oltan Karakullukçu |
|    | BRA | CS    | Thuram             |

## Sikerlista
- Török harmadosztály:
  - Bajnok (2): 1997-1998, 2021-2022
- Török negyedosztály:
  - Bajnok (1): 2003-2004